# إنتر للنساء
إنتر للنساء هو نادي كرة قدم إيطالي أٌسس عام 2018.

## وصلات خارجية
- إنتر للنساء على موقع Google Play (الإنجليزية)